# Stevo Todorčević
Stevo Todorčević, né le 9 février 1955,  est un mathématicien canadien-français-serbe, spécialiste de logique et de la théorie des ensembles et de ses applications aux mathématiques pures. Il est titulaire d'une chaire de recherche du Canada en mathématiques à l'Université de Toronto, et directeur de recherche au Centre national de la recherche scientifique (CNRS) à Paris.

## Enfance et éducation
Todorčević est né à Ubovića Brdo, en Bosnie-Herzégovine, où il a vécu jusqu'à la deuxième année de l'école primaire. Après, sa famille a déménagé à Banatsko Novo Selo où il a terminé l'école primaire. Il était élève du lycée « Uroš Predić » à Pančevo, où il a démontré son talent et son affinité mathématique au cours des troisième et quatrième années des études. Après avoir terminé ses études secondaires, il s'est inscrit à la Faculté des Sciences de l'Université de Belgrade où il a étudié les mathématiques pures. Au cours de ses études de premier cycle, il a suivi les cours de mathématiques avancées de Đuro Kurepa. En 1978, il a effectué les études du cycle supérieur et écrit une thèse de maîtrise, qui était jugée par Kurepa comme suffisante pour mériter un doctorat. Néanmoins, Todorčević a écrit une autre thèse de doctorat en 1979, toujours avec Kurepa comme directeur de thèse. Dans son discours précédant la soutenance de cette thèse, Kurepa a souligné qu'il n'a pas pu trouver d'évaluateurs assez compétents en Yougoslavie et qu'il a donc dû se tourner vers deux professeurs anglais. Kurepa a ajouté que le talent de Stevo était miraculeux et que Stevo était le plus talentueux de ces 40 doctorants .

## Travaux

### Résumé
Selon le Centre de Recherches Mathématiques, l'Institut Fields et l'Institut du Pacifique pour les Sciences Mathématiques, son travail est reconnu pour son originalité et son éclat technique. Il a été invité au Congrès international des mathématiciens de 1998 à Berlin pour sa découverte et son étude des rho-fonctions. Il a apporté une contribution majeure à l'étude des espaces S et L en topologie, a prouvé un remarquable théorème de classification pour les relations transitives sur le premier ordinal non dénombrable, a fait une étude approfondie de sous-ensembles compacts des fonctions de classe 1 de Baire, Fremlin, Talagrand et d'autres dans la théorie spatiale de Banach. Avec P. Larson, il a complété la solution de l'ancien problème de métrologie des espaces compacts de Katetov. Parmi les résultats récents les plus frappants de Todorčević (et de ses co-auteurs) figurent des contributions majeures aux problèmes de von Neumann et de Maharam sur les algèbres booléennes, la théorie des espaces non-séparables de Banach, y compris la solution d'un vieux problème de Davis et Johnson, la slution d'un problème de Laver et le développement d'une théorie de dualité reliant la théorie de Ramsey finie et la dynamique topologique.
En outre, Todorčević est connu pour sa méthode de condition latérale dans le forçage ensembliste théorique, l'invention et le développement de promenades sur ordinaux et leurs caractéristiques, et d'autres recherches reliant entre plusieurs champs de mathématiques.

### Travaux mathématiques
La première contribution reconnue de Todorčević à la théorie des ensembles a été donnée dans sa thèse de maîtrise de 1978. Todorčević a obtenu son doctorat en 1979 à l'Université de Belgrade avec Đuro Kurepa comme conseiller et Keith Devlin comme lecteur externe. Devlin a assisté à la défense; Il a encouragé Todorčević à visiter Jérusalem où il a assisté à Saharon Shelah conférences sur le forçage.
Dans le juillet-août 1980 Todorčević a assisté à l'école d'été de six semaines appelée Settop tenue à Toronto. Lors de la conférence, Todorčević avec Abraham a prouvé l'existence d'Aronszajn arbres rigides et la consistance de {\displaystyle MA+\neg CH} + il existe un premier espace {\displaystyle S} dénombrable. {\displaystyle CH} est une abréviation de l'Hypotesis Continuum.
Il a donné un aperçu du travail sur les arbres à partir des perspectives combinatoires et de la théorie des ensembles, dans les années 1980, et a poursuivi ce travail en explorant des possibilités cohérentes pour divers types d'arbres, en recherchant des résultats pour des arbres sur multiple cardinaux ou avec des types requis ou interdits des sous-arbres. L'élégance de sa présentation a attiré un large public pour ce travail.
En ce qui concerne le calcul de la partition en 1980, "Todorčević a prouvé un résultat surprenant de la partition carrée pour la technologie non dénombrable et introduite dont les ramifications se déroulent encore, et a prouvé un lemme d'progression pour des relations négatives de parenthèse de crochet carré.
Todorčević était Miller Research Fellow à Berkeley de 1983 à 1985. En 1985/6, il a été membre de l'Institute for Advanced Study.

## Travail consultatif
Un de ses doctorants étudiants, Ilijas Farah, a remporté le prix 1997 Sacs pour son doctorat. thèse. Le Ph.D. a été reçue en juin 1997 à l'Université de Toronto. Un autre doctorat de Todorčević étudiant, Justin Tatch Moore, a remporté le prix «Concours de jeunes érudits» en 2006, à Vienne, en Autriche. Le concours faisait partie de la «Horizons de la vérité» célébrant le centenaire de Gödel 2006.

## Prix
Todorčević est le récipiendaire de plusieurs prix et honneurs :
- le premier prix de la Balkan Mathematical Society pour 1980 et 1982 [14],
- le prix 2012 CRM-Fields-PIMS en sciences mathématiques[7],
- le prix Shoenfield pour 2013[15] et
- l'invitation à donner  en 2016la vingt-septième conférence annuelle Gödel de l'Association pour la logique symbolique[16].

## Notices
- Notices d'autorité :   - VIAF
  - ISNI
  - BnF (données)
  - IdRef
  - LCCN
  - GND
  - CiNii
  - Belgique
  - Pays-Bas
  - Pologne
  - Israël
  - NUKAT
  - Norvège
  - Tchéquie
  - WorldCat